# Владимирська область
Владімірская óбласть (рос. Влади́мирская о́бласть) — суб'єкт Російської Федерації. Межує з Московською, Ярославською, Івановською, Рязанською і Нижньогородською областями. Входить до складу Центрального федерального округу.
- Обласний центр — місто Владимир, відстань від Владимира до Москви — 190 км.
- Площа — 29 000 км².
- Населення — 1 358 416 осіб (2020). Щільність населення: 48,6 oc/км² (2020), питома вага міського населення: 77,5 % (2006) (78,5 % — 2005)
- 14 серпня — День Владимирської області

## Географія

### Географічне положення
Владімірская область розташована у центрі Європейської частини Росії на півдні Волзько-Окського межиріччя, за 200 км на схід від Москви. Владімірская область простягнулася на 170 км із півночі на південь і на 280 км — із заходу на схід.

### Рельєф, геологічна будова й корисні копалини
Територія розташована у центрі Східноєвропейської рівнини, основна частина території — слабко горбиста рівнина із загальним зниженням від Клинсько-Дмитровської гряди (висоти до 271 м) на півночі, через Владімірское (Юр'єве) Опілля (висота до 236 м), далі на південь до Мещерської низовини (переважна висота 120 м) і на схід через Оксько-Цнинський вал (до 184 м) і Гороховецький відріг (верхня точка — 191 м) до Балахнінської низовини (близько 90 м) і гирло Клязьми (67 м). Через урвисті схили височини регіон має рекреаційні (зимові види спорту) ресурси й гідроакумуляційні можливості.
Основними мінеральними ресурсами області є вапняки, торф, будівельні піски й камені, вогнетривкі й цегельні глини. Запаси торфу в розмірі 59 млн тонн, основна їхня частина залягає в межах Мещерської низовини. Загальний обсяг покладів вапняків становлять 30 млн тонн, розташовані у районі Оксько-Цнинського валу, де їхні товщі досягають 130 метрів (Ковровський, В'язниківський, Судогодський, Селивановський райони).
Кварцові піски — чисті, дрібні, майже без домішок глинистих часток льодовикового походження мають федеральне значення, у більших кількостях залягають у південних районах області (Гусь-Хрустальний і Меленковський райони). Використовуються піски для виробництва скла й кришталю. Також в області є фосфорити, залізна руда, є невеликі поклади гіпсу, флюсових матеріалів і металургійних доломітів місцевого значення. На території області зустрічаються природні джерела мінеральних вод.

### Клімат
Клімат області помірно континентальний, тривалість періоду із середньодобовою температурою нижче 0 °C — 137 днів, середньорічна температура 5 °C (стандартне відхилення 12 °C), середня температура січня −13°С, липня +19°С, середня товщина сніжного покриву 40 мм (лежить у середньому 144 дня). Середньорічна кількість опадів 420—740 мм, тривалість вегетаційного періоду 160—180 днів.

### Гідрографія
Загальна площа поверхневих вод становить 32,9 тис. га.
Основні річки області Клязьма й Ока. Територією області протікають сотні середніх і малих річок, загальною довжиною понад 8,6 тис. км (їхня кількість разом зі струмками доходить до 560). Клязьма впадає в Оку на південно-східній окраїні по межі з Нижньогородською областю. Найбільші притоки Клязьми: Шерна (із притокою Молокча), Кіржач (із притоками Великий й Малий Кіржач), Пекша, Колокша, Нерль, Судогда, Уводь, Лух, Суворощь, притоки Оки: Гусь, Унжа й Ушна, біля Александрова бере початок притока Волги — Дубна.
Є близько 300 озер загальною площею в п'ять тисяч гектарів. Більшість із них мілководні, безстічні, деякі мають торф'яний шар. Походження озер різне. Численні озера розкидані долинами річок. Найбільші з них — Урвановське (завдовжки 12 км) і Віша (завдовжки близько 10 км). На Мещерській низовині й на північному заході області є озера давніх алювіальних долин: Ісіхри, Святе тощо. Озера карстового походження, розташовані у низов'ях Клязьми й у центрі округу В'язники (північний схід області), мають сильно мінералізовану воду й пов'язані між собою підземними водотоками. Найбільше й найглибше з них — озеро Кшара. Біля Александрова та Юр'єв-Польському районі є озера льодовикового походження невеликих розмірів.
Основні масиви боліт регіону (загальна їхня площа становить 37,4 тис. га) лежать у Мещерській і Балахнінській низовинах.

### Ґрунти
У регіоні зустрічаються:
- родючі темнобарвні карбонатні й сірі лісові — займають 417,5 тис. га або 14,3 % загальної площі (Суздальський і Юр'єв-Польський райони, частини Александровського, Кольчугінського й Собінського районів)
- дернові алювіальні (заплавні) по берегах Оки й Клязьми
- дерено-підзолисті ґрунти, що сформувалися під хвойними й мішаними лісами середньосуглинистого типу (В'язниківський, Муромський, частково Ковровський, Камешковський, Гороховецький, Селівановський, Собінський, Кіржацький, Александровський райони)
  - супіщаного й піщаного типів (Гусь-Хрустальний, Меленковський, Петушинський, Судогодський райони, південні частини Кіржацького, Собінського, Муромського й Селівановського районів)
- підзолисто-болотні й болотні в межах Мещерської низовини й Гороховецьких боліт

Відзначається недостатня забезпеченість ґрунтів бором і сіркою, 85—98 % ґрунтів належать до категорії малозабезпечених цинком.
Деградація земель найпоширеніша у вигляді водної ерозії — близько 175 тис. га еродованих земель і близько 700 тис. га — ерозіонебезпечних.

### Рослинність
Область розташована у субтайговій рослинній зоні. Переважають широколистяно-темнохвойні мішані ліси з вкрапленнями соснового лісу на південному сході, широколистяно-соснових й сосново—сухотравних лісів на Гороховецькому пасмі, заплавна рослинність берегів Оки й Клязьми й рослинність боліт у низинах регіону.
Найважливішим сировинним запасом і природним багатством Владимирської області є ліси, які покривають 1520,9 тис. га (42 % території регіону). Запаси деревини — 209 млн м³, у тому числі хвойних порід — 137,5 млн м³. Розрахункова лісосіка області використовується на 90 %, щорічно вирубується близько 9 тис. га лісу для промислових цілей.
Багата й славиться своєю рослинністю зволожена Мещера, тут збирають малину, суницю, смородину, особливо багато чорниці, брусниці, калини й журавлини, численні гриби й лікарські рослини (багно болотне, хвощ польовий, деревій звичайний, звіробій, м'ята, кропива, конвалія тощо). Різноманітні типи водоростей, мохів, лишайників.
Особливої охорони вимагають 14 видів, серед них — сальвінія плаваюча, рдесник Фриса, ірис сибірський, верба чорнична. Багато болотних співтовариств відносять до рідких і зникаючих.

### Тваринний світ
У сучасній фауні налічується понад 50 видів ссавців, серед яких: лось, кабан, сарна, благородний олень і лань, рись, вовк, вивірка, заєць, куниця, лисиця, тхір, борсук й інші хутрові звірі (полювання відкрите з жовтня по лютий), 5 видів плазунів і 10 видів земноводних. У Червону книгу РФ внесена хохуля звичайна.
На території області живе 216 видів птахів, серед яких: глухар, тетерук, орябок, сіра куріпка, вальдшнеп, гусак, качка тощо.
Водойми регіону також багаті річковою й озерною рибою численних видів (в'юн, плітка, щука, окунь, карась, краснопірка, у Клязьмі зустрічається стерлядь), риболовля популярна як влітку, так і взимку (підлідна риболовля). Діє декілька мисливських господарств.

### Охорона природи
Екологічна ситуація в області в цілому сприятлива. На півдні області на території Гусь-Хрустального району виділена територія під Національний парк «Мещора», пам'ятка природи — озеро Ісіхра, частина федерального заказника «Клязьминський» (північний схід Ковровського району), що охороняє хохулю й у цілому природний комплекс заплави Клязьми, федеральний заказник «Муромський» у заплаві Оки, площею 56 200 га, що охороняє хохулю, і мисливських тварин регіону, а також пам'ятка природи озеро Віша. Створена й ведеться червона книга Владімірской області.
Головними осередками забруднення є промислові центри регіону — міста Владимир, Ковров, Муром; періодичні пожежі й порушення екосистем в осушених торф'яних болотах північного заходу й території активного тваринництва.

## Історія регіону
Знайдені стоянки людини верхнього палеоліту (близько 25 тис. років до н. е.) «Сунгирь». говорять про заселеність Владимирської землі з найдавніших часів. Археологічні розкопки Мурома й інших поселень розповідають нам про фіно-угорське коріння цих земель. Найнаочніші пам'ятки історії — збережені міста нагадують про середньовічну історію — пік культурного розвитку цих місць, а докладні документи про історію останніх сторіч (Владимирська губернія, Владімірской тракт).

## Населення
Область практично мононаціональна: більшість населення — росіяни.
| Росіяни                                       | 1443,9 |
| Українці                                      | 16,8   |
| Татари                                        | 8,7    |
| Білоруси                                      | 5,7    |
| Вірмени                                       | 5,0    |
| Мордва                                        | 3,6    |
| Азербайджанці                                 | 3,1    |
| Чуваші                                        | 2,3    |
| Цигани                                        | 2,3    |
| Молдовани                                     | 2,1    |
| Німці                                         | 1,4    |
| Грузини                                       | 1,0    |
| Марійці                                       | 1,0    |
| показані народи з чисельністю понад 1000 осіб |        |

## Муніципальні райони й міські округи Владимирської області
Міські округи:
- Владимир
- Гусь-Хрустальний
- Ковров
- Муром
- ЗАТУ Радужний

Муніципальні райони:
- Александровський район
- В'язниківський район
- Гороховецький район
- Гусь-Хрустальний район
- Камєшковський район
- Кіржацький район
- Ковровський район
- Кольчугінський район
- Меленківський район
- Муромський район
- Петушинський район
- Селівановський район
- Собінський район
- Судогодський район
- Суздальський район
- Юр'єв-Польський район

## Економіка
Центральне місце в економіці займає промисловість, особливий вплив на розвиток має федеральний транспорт, представлений декількома найбільшими магістралями. Федеральне фінансування в балансі регіонального бюджету досягає 25 % (2006). Частка сільського господарства у ВРП — 12 %. Регіональним керівництвом підтримується розвиток екскурсійно-історичного й екологічного туризму.

### Промисловість
У структурі промисловості основну роль грає машинобудування, що створює до 40 % промислового продукту, істотне значення грає харчова промисловість (до 17 % промислового продукту), електроенергетика (10 %), скляна (до 7 %) і легка (близько 5 %) промисловості.

### Машинобудування
Основні центри машинобудування — Владимир, Ковров, Муром. Значимі підприємства:
- Владимирський тракторний завод, Владимирський електромоторний завод, Електроприлад
- Ковровский механічний завод, Екскаваторний завод «Ковровец», Завод ім. Дегтярьова
- Муромський стрілочний завод, Муромський машинобудівний завод, Муромський тепловозобудівний завод
- Кольчугинский завод "Електрокабель"
- Заводи автомобільних комплектуючих: «Автосвет» (Киржач) і ОСВАР (В'язники), «Стакол» (Петушки), Автоприбор (Владимир).

### Харчова промисловість
Найрозвиненіша переробка молочної продукції й кондитерське виробництво
- Найбільші об'єднання підприємств — «Молоко» і «Ополье»
- Кондитерська фабрика «Штольверк Рус» концерну Kraft Foods

### Енергетика
Регіон має істотний електроенергодефіцит, потреба на 3/4 покривається з ОЕС центру через Владімірскіє електромережі. Найбільші об'єкти — Владімірская ТЕЦ потужністю в 400 МВт, і вузлова Владімірска підстанція 750 кВ потужністю 2500 МВА. Цікаво, що на початку 1940-х було практично почате будівництво двох гідровузлів з ГЕС на Клязьмі, що зупинилося з початком війни. Діяли невеликі мінігес на Нерлі, біля села Фінеєво на Кіржачі, безліч водяних млинів.
Споживання енергоресурсів в 1999 році склало:
- Природний газ — 2,6 млрд м³
- Вугілля — 323 тис. т
- Нафтопродуктів — 647 тис. т
- Імпорт електроенергії — 3,9 млрд кВт·год

### Скляна промисловість
Гусівський кришталевий завод ЗАТ «Символ» — близько 60 % російського скла (м. Курлово) ВАТ «Красне Ехо» (селище Красне Ехо) ТОВ «РАСКО» (селище Анопіно)

### Транспорт
Основний вантажопотік регіону проходить трьома із чотирьох напрямків Транссиба, крім того, у регіоні розташована частина великого кільця московської залізниці, залізниці Александров — Іваново й Камєшково — Іваново. Розвинена й мережа внутрішніх залізниць; залізниці Ковров — Муром, Владимир — Тума, відгалуження на Судогду, Радужний, Уршельський і Фролищі. Найбільші локомотивні депо Александров, Владимир і Муром. Оператор ВАТ «РЖД».
На другому місці за обсягом транспортування трубопровідний транспорт:
- Дві нитки нафтопроводу Нижній Новгород — Рязань і дві нитки Нижній Новгород — Ярославль (сумарно не менш 45 млн т/рік), що забезпечують транзит західно-сибірської й волзько-уральської нафти до Московського, Ярославського, Рязанського й Кириського НПЗ, і до порту Приморськ на експорт. (ВАТ АК «Транснєфть»)
- Газопроводи Нижній Новгород — Центр (КС Муром) і Нижній Новгород — Щолково з відгалуженнями на Іваново й південні райони області, сумарний транзит понад 6 млрд м³/рік. ВАТ «Газпром»
- Продуктопровід (МНПП) Кстово — Рязань (не менш 2 млн т/рік в основному дизельного палива) з відгалуженнями на Судогду й В'язники. Перекачувальна станція з нафтосховищами у селищі Второво, заплановане будівництво трубопроводу Второво — Приморськ потужністю 8,4 млн т/рік дизельного палива, збільшення ємності резервуарів аж до 80 тис. м³, а потужності всього вузла до 24,6 млн т/рік (проект «Сєвєр» ВАТ «Транснєфтєпродукт»).

З автомобільних шляхів найбільш значима автодорога М7 «Волга» до 10 млн т/рік, а також ділянки автошляхів А108 БМК, і слабко підтримувані федеральна А113 Владимир — Кострома, Р72 Владимир — Муром, Р125 Нижній Новгород — Касимов.
Магістральні лінії електропередач:
- ВЛ 750 кВ Калінінська АЕС — Владімірская ПС
- 2хвл 500 кВ Жигулівська ГЕС — Москва
- ВЛ Костромська ГРЕС — Москва
- ВЛ 500 кВ Костромська ГРЕС — Владімірская ПС.

Тільки для внутрішнього споживання (не рахуючи транзит) у регіон перекидається понад 4 млрд кВт·год/рік (що еквівалентно близько 0,7 млн т/рік мазуту для типової електростанції).
Розвинене вантажне й пасажирське судноплавство по Клязьмі й особливо Оці, порти В'язники й Муром, Гороховецкій суднобудівний завод.
Аеропорт місцевих авіаліній Сем'язино за 5 км від Владимира, посадкові майданчики у В'язниках, Гороховці, численні військові аеродроми. Над регіоном проходить значна частина повітряних коридорів східного напрямку від Москви.
Варто відзначити розвинені тролейбусні системи Владимира й Коврова.
Збережений вузькоколійний рух, у тому числі й пасажирський по Островському й Бакшеєвському, Мезіновському й Гусівському болотах Мещери.

### Сільське господарство
Спеціалізується на рослинництві, молочно-м'ясному скотарстві й птахівництві. Провідна галузь сільського господарства — тваринництво молочно-м'ясного напрямку. Розводять велику рогату худобу, свиней, овець, кіз. Конярство (владимирські ваговози). Площа сільгоспугідь — 930,9 тис. га (32,1 % земельного фонду), у тому числі рілля — 66,8 %. Посівні площі становлять 476,5 тис. га, з яких 58,7 % займають кормові культури, 29 % — зернові. Із зернових вирощують пшеницю, жито, ячмінь, овес. Планується розширення посівів ріпаку (для виробництва ріпакової олії), а також спеціальних сортів картоплі й овочів (для переробки на місці, виробництва овочевих соків). Близько 25 спеціалізованих підприємств займаються вирощуванням племінної худоби. Кілька рибних господарств (найбільше з них «Ворша»), численні пасіки.

## Наука, освіта й культура
Науковими дослідженнями в області займаються понад 30 організацій. Серед них:
- НИКТИ тракторних і комбайнових двигунів
- ТОВ «НДІ Стекла»
- Вникипти органічних добрив і торфу
- ВНИИ захисту тварин
- ВНИИ синтезу мінеральної сировини
- ВНИИ ветеринарній вірусології й мікробіології (Вольгінський)
- ВАТ «Нипкити електромашинобудування»
- ГНИИ лазерний центр РФ «Радуга» (ЗАТУ Радужний)
- ВНИИ «Сигнал»
- ВАТ НИПТИ «Мікрон»
- ГП «Владімірской НДІ сільського господарства»

Найбільші представники системи утворення:
- Владімірской державний університет
- Владімірскій державний педагогічний університет
- Ковровская державна технологічна академія
- Владімірскій юридичний інститут Міністерства юстиції

У регіоні діють виправно-освітні й трудові установи, у тому числі кілька підліткових і юнацьких.
Обласний драматичний театр, Ляльковий театр, Владімірская філармонія, Обласна наукова бібліотека, сучасні кінотеатри «Кіномакс-Буревісник» (Владимир) і «Октябр» (Муром), щорічний фестиваль анімаційного кіно (Суздаль).
З художніх промислів розвинені вишивка, ювелірна справа, лакова мініатюра (селище Мстьора).
Основна релігія — православне християнство має глибоке історичне коріння. Тут безліч діючих монастирів, храмів і каплиць зі значними приходами, основна регулююча структура — Російська православна церква.

### Рекреація, спорт
Область знаменита збереженими древніми російськими містами Александров, Владимир, Гороховець, Кідекша, Муром, Юр'єв-Польський, Гусь-Хрустальний, їхніми архітектурно-історичними, культурними й релігійними пам'ятками, місцем православного паломництва — містом Суздаль (Александровський, Покровський, Спасо-Євфиміїв, і Ризоположенський монастирі), унікальним архітектурно-ландшафтним пам'яткою — Церквою Покрова на Нерлі в Боголюбово. По області проходить основна частина маршрутів знаменитого Золотого кільця Росії. Часто відвідуваним туристами місцем стала історична в'язниця «Владимирський централ».
Найбільший природоохоронний об'єкт, національний парк «Мещера» — популярне місце туризму й відпочинку (байдаркові, лижні, піші й велопоходи, полювання, риболовля, відпочинок у води, збір грибів і ягід), туристичні бази. Не менш популярні серед байдарочників річки північно-заходу області (Кіржач, Пекша, Колокша). Завдяки своїй віддаленості й доступності популярні озера парку «Кшара», розвинене туристичне й спортивне судноплавство Окою й Клязьмою.
Сноуборд-Центр у селі Сновиці Суздальського району, гірськолижний спуск «Пужалова гора» у Гороховці, парашутний спорт на аеродромах Кіржача, Александрова й Сем'язіно, розвинений пейнтбол, картинг, у Ковровi розвинений мотоциклетний спорт, автотріал у болотах області, дайвінг у глибоких озерах Балахнинської низини, Футбольні клуби «Торпедо» і «Локомотив» (Муром). Стадіон «Торпедо» місткістю 26,000 людин (м. Владимир).
Розвиваються дачні й садові ділянки поблизу великих міст і особливо наближені до Москви території на заході області.